# Masuada Karokhi
Masuada Karokhi é uma activista da paz afegã, defensora dos direitos das mulheres e vencedora do Prémio N-Peace em 2013. Karokhi concorreu ao cargo de membro do parlamento (um membro da Câmara Baixa) por Herat duas vezes, em 2005 e 2010. Ela conseguiu ser eleita em em 2010.